# Premnotrypes suturicallus
Espèce
Premnotrypes suturicallus, appelé en espagnol gusano blanco de la papa (ver blanc de la pomme de terre), ou gorgojo de los Andes (charançon des Andes), est une espèce d'insectes coléoptères, de la famille des Curculionidae, originaires d'Amérique du Sud. 

## Présentation
Ce ravageur de la pomme de terre, très présent dans les régions andines, de l'Argentine au Venezuela, est une des espèces du complexe du charançon andin de la pomme de terre. Les dégâts sont principalement causés par les larves qui se nourrissent des tubercules au champ et après la récolte dans la phase de stockage.